# Герб Мостиськ
Герб Мостиськ — символ міста Мостиськ. Затверджений 15 квітня 1994 року рішенням сесії міської ради. 
Автор проєкту — А. Гречило.

## Опис
У синьому полі золотий маюскульний сигль «М», у який вписано хрест.

## Історія

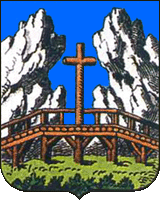
Історичний герб

Невелике місто Мостиська на українському Надсянні виникло, як звичайно вважається, на межі XIV-XV століть. Перша документальна згадка про нього міститься у привілеї короля Володислава Ягайла від 1404 року, згідно з яким Мостиськам надавалося магдебурзьке право. Очевидно, тоді ж місто одержало від короля "промовистий герб" із досить складним і цікавим малюнком, який водночас ілюстрував положення Мостиськ у передгір'ї Карпат: на блакитному тлі - провалля між двома скелями, через яке перекинутий дерев'яний місток із хрестом. Щоправда, зображення герба, яке дійшло до нас із часів Речі Посполитої, є досить невиразним, і деякі дослідники трактують його як сигль - літеру "М", увінчану хрестом.
Герб і прапор опрацьовано на підставі сюжету з давніх печаток міста. Це золота літера “М” і хрест на синьому полі. Він затверджений у 1994 р. сесією Мостиської міської ради. 
Варто зауважити, що в українському міському гербівництві доби польського панування геральдична відзнака Мостиськ, хоч і була досить типовою за своїм "промовистим" змістом, усе ж посідала особливе місце за ускладненістю своєї композиції та певною конкретизацією